# Symphodus melanocercus
Symphodus melanocercus es una especie de peces de la familia Labridae en el orden de los Perciformes.

## Morfología
- Los machos pueden llegar alcanzar los 14 cm de longitud total.[1]
- El dorso es marrón y los flancos amarillentos, con una amplia banda vertical negra sobre la aleta caudal.

## Distribución geográfica
Se encuentra en el Mediterráneo y en el Mar de Mármara.